# Unión Montañesa Escobedo
La Unión Montañesa Escobedo es un club de fútbol de Escobedo de Camargo, en Camargo (Cantabria), España. Actualmente juega en el grupo I de Segunda Federación.

## Historia
Fundado en 1917, compitió durante las primeras décadas de existencia en las categorías regionales, con la excepción de la temporada 1967-68 en que militó en la Tercera División. Acabó descendiendo como penúltimo, en un grupo conjunto entre equipos santanderinos, vizcaínos y el C. D. Villosa de Álava.
No volvió a la Tercera División, hasta la campaña 1989-90. Desde entonces no ha vuelto a militar en las ligas regionales. Y se ha clasificado para quince promociones de ascenso a la Segunda División B y a dos a la Segunda Federación.
Ha disputado seis ediciones de la Copa del Rey, llegando a tercera ronda en dos ocasiones, como mejores resultados. Se ha enfrentado a clubes con pasado en Primera División, casos del C. D. Málaga en 1991, Unió Esportiva Lleida en 1993, Real Oviedo en 2005 o el Sevilla Fútbol Club en 2020. Todos ellos eliminaron al Escobedo. Y el equipo de mayor categoría al que han eliminado fue al Málaga C. F., en 2019, en aquella temporada los malaguistas militaban en la Segunda División. En una eliminatoria a partido único y con lleno absoluto en el "Eusebio Arce", el cuadro escobés venció por 2-0, goles de Quintanilla y Dalisson.
En 2024 ascendió a Segunda Federación, tras proclamarse campeón del grupo III de Tercera Federación.

## Uniforme
- Uniforme titular: Camiseta blanquinegra, pantalón y medias negras y blancas a rayas
- Uniforme alternativo: Camiseta, pantalón y medias rojas.

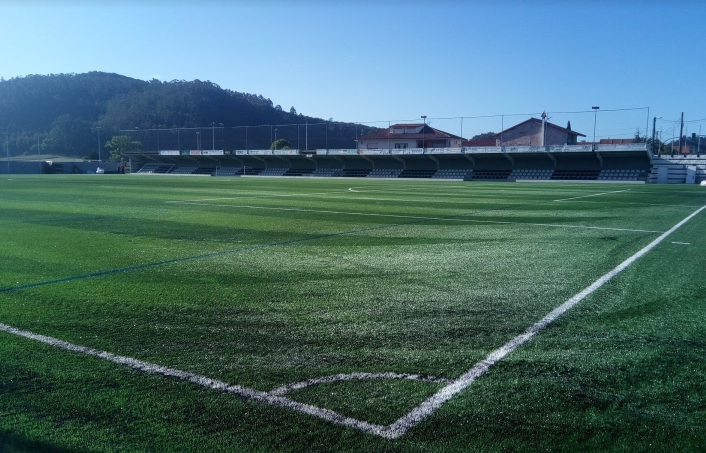
Campo de la UM Escobedo antes de su reforma en 2017.

## Datos del club
- Temporadas en 1 ª División: 0
- Temporadas en 2.ª División: 0
- Temporadas en 1.ª Federación: 0
- Temporadas en 2.ª Federación: 0
- Temporadas en Tercera: 36 (1967-68; 1989-90 a 2023-24).
  - Promociones de ascenso a la 2.ª División B: 15. (1990-91, 1991-92, 1992-93, 1994-95, 1997-98, 1998-99, 2004-05, 2005-06, 2006-07, 2007-08, 2008-09, 2009-10, 2013-14, 2017-18 y 2018-19).
  - Promociones de ascenso a la 2.ª Federación: 2. (2021-22 y 2022-23).
- Temporadas en Copa del Rey: 6 (1990-91 [2.ª ronda], 1991-92 [3.ª ronda], 1992-93 [1.ª ronda], 1993-94 [3.ª ronda], 2005-06 [ronda previa] y 2019-20 [2.ª ronda]).
  - Mejor actuación en la Copa del Rey: Tercera ronda (1992 y 1994).

## Palmarés

### Torneos nacionales
- Tercera (4): 1991-92 , 1992-93, 2018-19 y 2023-24.
- Subcampeón de Tercera División de España (6): 1998-99, 2004-05, 2005-06, 2006-07, 2009-10 y 2017-18.
- Fase autonómica de Cantabria de la Copa RFEF (1): 2017-18.
- Subcampeón de la fase autonómica de Cantabria de la Copa RFEF (3): 2018-19, 2021-22 y 2023-24.